# José Eduardo Velásquez Tarazona
José Eduardo Velásquez Tarazona (* 2. September 1947 in Caraz) ist ein peruanischer römisch-katholischer Geistlicher und emeritierter Bischof von Huaraz. 

## Leben
José Eduardo Velásquez Tarazona empfing am 1. Juli 1973 die Priesterweihe. 
Papst Johannes Paul II. ernannte ihn am 15. März 1994 zum Titularbischof von Obba und Weihbischof in Huaraz. Die Bischofsweihe spendete ihm der Bischof von Huaraz, José Ramón Gurruchaga Ezama SDB, am 14. Mai desselben Jahres; Mitkonsekratoren waren Dante Frasnelli Tarter OSI, Prälat von Huari, und Sebastián Ramis Torrens TOR, Prälat von Huamachuco. 
Am 1. Juli 2000 wurde er zum Koadjutorbischof von Tacna y Moquegua ernannt. Am 4. Februar 2004 wurde er zum Bischof von Huaraz ernannt und am 27. April desselben Jahres in das Amt eingeführt.
Am 17. September 2024 nahm Papst Franziskus seinen altersbedingten Rücktritt an.